# Хокингспорт (Охајо)
Хокингспорт (енгл. Hockingport) насељено је место без административног статуса у америчкој савезној држави Охајо.

## Демографија
По попису из 2010. године број становника је 212.
| Група             | 2000.    | 2010.       |
| Белци             | 0 (0,0%) | 208 (98,1%) |
| Афроамериканци    | 0 (0,0%) | 3 (1,4%)    |
| Азијати           | 0 (0,0%) | 0 (0,0%)    |
| Хиспаноамериканци | 0 (0,0%) | 0 (0,0%)    |
| Укупно            | 0        | 212         |